# Хатмехит
Хатмехит (Хатмехет; егип. Ḥ3.t-mḥ.jt «Дом Мехит») — богиня-рыба («Первая среди рыб») в египетской мифологии, изначально поклоняться которой начали в районе дельты реки Нил в городе Пер-Банебджедет (Мендес).
Имя Хатмехит означает «Дом Мехит», что отождествляет её с богиней Хатхор (одной из старейших богинь Египта), которая имела отношение к всемирному потопу. Эту легенду связывают с мифом о «Первичных водах творения» из которых всё возникло. Другие богини ассоциировались с созданными в первичных водах богинями Мут и Нун.
В древнеегипетском искусстве Хатмехит изображалась в виде рыбы или женщиной с короной на голове в виде рыбы. Хатмехит являлась богиней жизни и защиты.
Когда появился культ Осириса, жители Мендеса отреагировав на это, посчитали что он достиг своей популярности будучи мужем Хатмехит. Душа Осириса Ба, больше известная как Банебджед в переводе означала «Душа господина джед» (в обращении к Осирису), что говорило о том, что он был женат на Хатмехит.
Банебджедет, Хатмехит и их сын Гор вместе составляли триаду божеств города Мендеса.
Когда Гор (Гарпократ) стал почитаться сыном Осириса, следовательно Хатмехит стали считать его матерью. Будучи женой Осириса и матерью Гора, Хатмехит в конце концов стали отождествлять с Исидой.